# Deli Metalia
Deli Metalia (ur. 1954 w Dragobi) – albański tancerz i choreograf, laureat licznych głównych nagród krajowych.

## Życiorys
Karierę artystyczną rozpoczął w wieku 6 lat. Ukończył szkołę średnią w Kuçovë, następnie Akademię Sztuk Pięknych w Tiranie. W 1976 roku został członkiem Ligi Pisarzy i Artystów Albanii.
Brał udział w występach w wielu albańskich miastach, w 1991 roku otrzymał propozycję pracy w Stanach Zjednoczonych, którą odrzucił. W 2002 roku wraz z zespołem Dardania wziął udział w koncercie w Jerozolimie, otrzymując główną nagrodę.
Autor trzech biuletynów poświęconych choreografii.

## Życie prywatne
Jego matka urodziła się na terenie Kosowa.
Żonaty, ma dwóch synów. Zamieszkał w Bajram Curri.